# USK Praha
Univerzitní Sportovní Klub Praha – koszykarski klub z siedzibą w Pradze w Czechach. Aktualnie zespół występuje w Národní Basketbalová Liga. Klub powstał w 1953 roku, wielokrotnie zmieniając nazwy. Klub zdobył w sumie trzynaście mistrzostw.

## Największe sukcesy

### Sukcesy krajowe
- Národní Basketbalová Liga:
  -  1 miejsce (2x):  1999-00, 2000-01
- Puchar Saporty:
  -  Zwycięzca (1x): 1968-69